# Thesea parviflora
Thesea parviflora är en korallart som beskrevs av author unknown. Thesea parviflora ingår i släktet Thesea och familjen Plexauridae. Inga underarter finns listade i Catalogue of Life.